# Medefinancieringsorganisatie
Een medefinancieringsorganisatie (MFO) is een organisatie in Nederland die actief is in de ontwikkelingssamenwerking en partnerorganisaties in ontwikkelingslanden steunt. De MFO krijgt daarvoor geld uit de ontwikkelingspot van het Ministerie van Buitenlandse Zaken.
Er zijn tientallen MFO's die subsidie ontvangen. Over de subsidieperiode 2007-2010 zijn er vier MFO's die meer dan 100 miljoen euro ontvangen (tussen haakjes is het verleende bedrag vermeld):
- Cordaid (€ 437.059.720, een koepel van voorheen Mensen in Nood, Vastenaktie, Memisa)
- Hivos (€ 260.890.000)
- ICCO (€ 525.000.000)
- Oxfam Novib (€ 509.000.000)

Andere organisaties doen ook een beroep op het programma voor medefinanciering, vereist daarvoor is een breed programma, met partners in meerdere landen en met een eigen invalshoek of benadering, die niet overlapt met die van andere organisaties.
Het budget voor medefinanciering is ongeveer 11 tot 14% van het totale budget voor ontwikkelingssamenwerking.